# Штутгартская городская библиотека
Штутгартская городская библиотека (нем. Stadtbibliothek Stuttgart, ранее нем. Stadtbücherei Stuttgart) — публичная (муниципальная) библиотека, расположенная в городе Штутгарт (Баден-Вюртемберг); была основана в июне 1901 года и открылась в помещениях бывших казарм 19 ноября. Пострадала от финансовых трудностей в период после Первой мировой войны: с 1922 по 1927 год администрации пришлось закрыть читальный зал. В 1965 году центральный офис библиотеки переехал во дворец Вильгельмспале, который был отремонтирован в 60-х годах; в 2011 году переехала в современное здание «Stadtbibliothek am Mailänder Platz». В 2013 году получила награду «Библиотека года» от немецкой ассоциации «Deutscher Bibliotheksverband».

## История
История городской библиотеки в Штутгарте началась 9 июня 1901 года, когда ассоциация «Народной библиотеки» (Volksbibliothek Stuttgart) издала свой устав; 19 ноября того же года публичная библиотека смогла занять бывшее здание казарм. В период до Первой мировой войны новая библиотека быстро развивалась. В послевоенный период у неё возникли финансовые трудности, из-за которых с 1922 по 1927 год был закрыт её читальный зал.

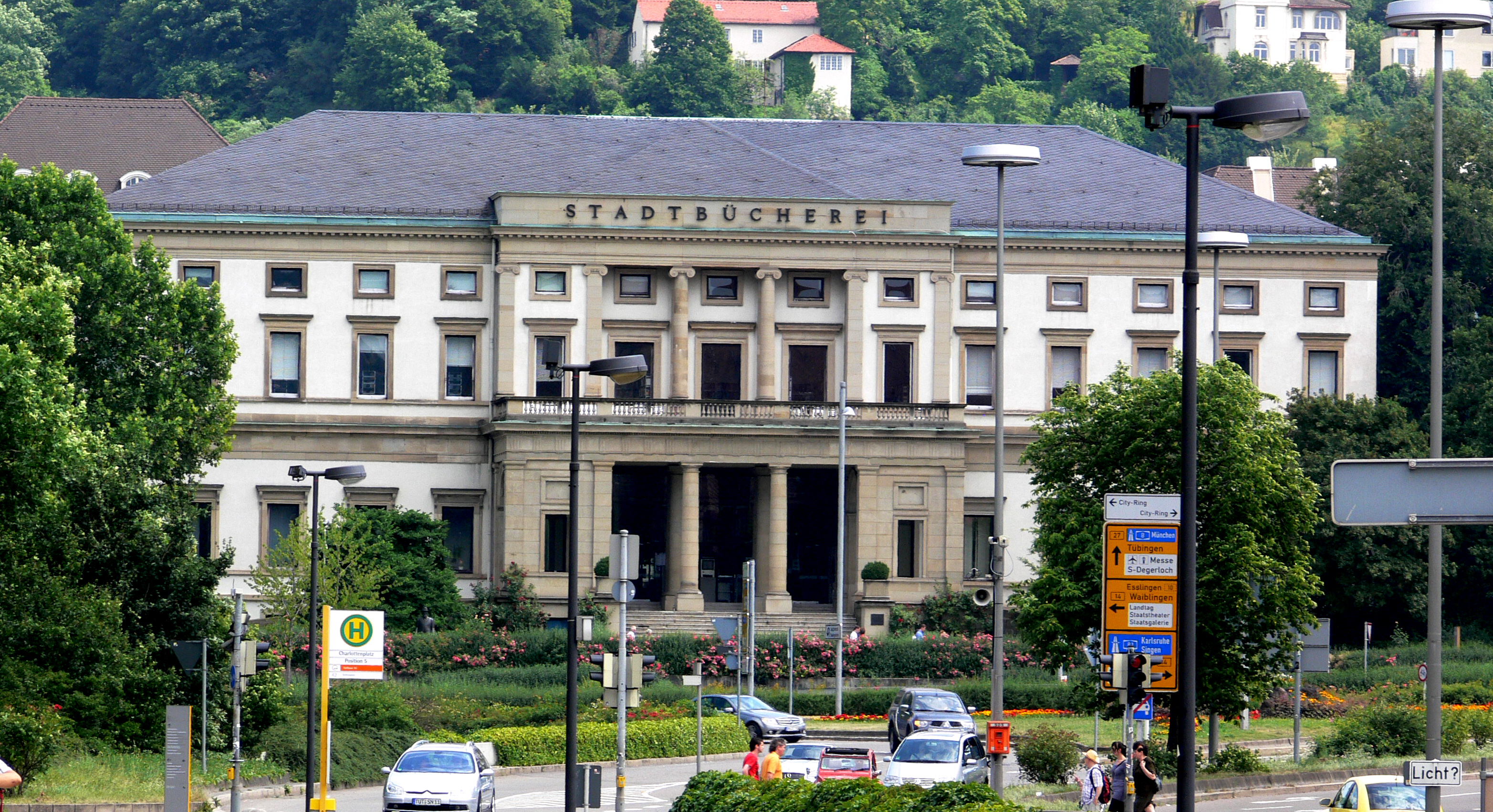
Бывшее здание центральной библиотеки «Wilhelmspalais» (2010)

После Второй мировой войны, в 1965 году, центральное отделение Штутгартской городской библиотеки переехало во дворец «Вильгельмспале» (Wilhelmspalais), который был отремонтирован в начале 1960-х годов. Уже в XXI веке городская библиотека пострадала от мер «жесткой экономии», принятых городским советом Штутгарта в бюджете на 2010/2011 финансовый год: в 2011 году библиотечной администрации пришлось закрыть медиатеку, а филиал библиотеки в здании городской ратуши был полностью закрыт.
В октябре 2011 года центральный филиал переехал в недавно построенное здание «Stadtbibliothek am Mailänder Platz», спроектированное корейским архитектором Ын Ён Йи (Eun Young Yi) на месте бывшей грузовой железнодорожной станции. Решение о строительстве библиотечного здания «Bibliothek 21» было принято местным советом в конце 1997 года; строительство, предполагалось завершить в 2002 году. Решение было подтверждено в 1998 году, после чего городские власти и компания «Deutsche Bahn Immobiliengesellschaft» (DBimm) объявили открытый архитектурный конкурс, в котором приняли участие 235 архитектурных бюро. Проекты оценивало жюри из 36-ти человек.

Реализация проекта была отложена из-за сложностей с местом: детальный анализ проекта начался только в 2003 году, поскольку была выявлена недостаточная устойчивость почвы; эскизное проектирование было завершено в августе 2005 года. Заявка на строительство была подана в ноябре 2006 года, а первый камень в фундамент был заложен только 5 июня 2009 года. После церемонии открытия цветовая гамма здания подверглась критике со стороны горожан и властей: она была более тёмной, чем предполагалось — строительной компании было предложено за свой счет нанести на фасад водоотталкивающий слой более высокой яркости. В 2013 году библиотека получила награду «Библиотека года» (Bibliothek des Jahres 2013), от немецкой ассоциации «Deutscher Bibliotheksverband» — и премию в 30 000 евро.